# Royal Pains

Logomarca

Royal Pains (estilizada como "℞oyal Pains") é uma série de televisão americana exibida originalmente pelo canal USA Network. Teve sua estreia em 4 de junho de 2009, e seu elenco é composto por Mark Feuerstein, Paulo Costanzo, Jill Flint, Reshma Shetty, Brooke D'Orsay, and Campbell Scott.
A série se baseia parcialmente em práticas reais da chamada medicina concièrge, praticada por médicos e empresas independentes. Foi renovada para uma quarta temporada pela USA Network em 15 de setembro de 2011.

## Elenco e personagens
- Hank Lawson (Mark Feuerstein)
- Evan R. Lawson (Paulo Costanzo)
- Jill Casey (Jill Flint)
- Dyvia Santos Katdare (Reshma Shetty)

## Local
A produção do piloto do programa ocorreu no balneário de Hamptons. No entanto, outros locais em todo o estado de Long Island foram utilizados, com Oheka Castelo sendo o mais proeminente. Embora realmente localizado a 60 milhas a oeste, em Huntington, Oheka serviu como a casa de Hamptons ficcional de Boris, o nobre alemão que oferece a sua casa de hóspedes para Hank e Evan. Em episódios mais recentes, os tiros exteriores e de antenas de Oheka são usados para introduzir as cenas na casa de hóspedes.
Em um episódio, uma Long Beach drive-thru loja de conveniência, Dairy Barn, Foi usada como um carrinho de cachorro quente ficcional, um sinal pode ser visto na abertura dessa cena. Além disso, várias cenas foram filmadas no lado da baía de Point Lookout. Outros locais utilizados como locais de ficção Hamptons incluem Northport Village na cidade de Huntington, Old Westbury Gardens, Freeport's Nautical Mile, Caumsett Parque Estadual[4] e Oyster Bay Town Hall, que foi transformada na entrada da sala de emergência Hamptons Heritage Hospital. Catalina Beach Club em Atlantic Beach, Nova York foi transformada para o episódio piloto para a ficção Hampt Inn, o hotel Hank e Evan ficou em cima de sua chegada nos Hamptons.

## Recepção
Royal Pains se tornou uma das séries de maior audiência no cabo. A estréia da série foi assistida por 5,57 milhões de espectadores, a maior estréia da série para o a USA Network desde Psych em 2006.Com episódios dois e três assistidos por 5,59 milhões telespectadores e 6,5 milhões, respectivamente, foi o primeiro show em cinco anos para ter audiência aumento de semana duas semanas a três.

## Distribuição Internacional
| País        | Canal                         | Temporada | Estréia                 | Estréia |
| ----------- | ----------------------------- | --------- | ----------------------- | ------- |
| Itália      | Joi                           | 1         | 10 de setembro de 2009  |         |
| Espanha     | Paramount Comedy              | 1         | 14 de outubro de 2009   |         |
| Polónia     | TVP 1                         | 1         | 6 de janeiro de 2010    |         |
| Austrália   | Channel Seven                 | 1         | 1 de fevereiro de 2010  |         |
| Brasil      | Sony Entertainment Television | 1         | 21 de fevereiro de 2010 |         |
| México      | Sony Entertainment Television | 1         | 21 de fevereiro de 2010 |         |
| Grécia      | Star Channel                  | 1         | 13 de março de 2010     |         |
| Roménia     | Universal Channel             | 1         | 3 de maio de 2010       |         |
| Reino Unido | Hallmark Channel (UK)         | 1         | 9 de maio de 2010       |         |
| Filipinas   | 2nd Avenue                    | 1         | 11 de maio de 2010      |         |
| Israel      | Yes Stars Drama               | 1         | 8 de junho de 2010      |         |